# Dürüm

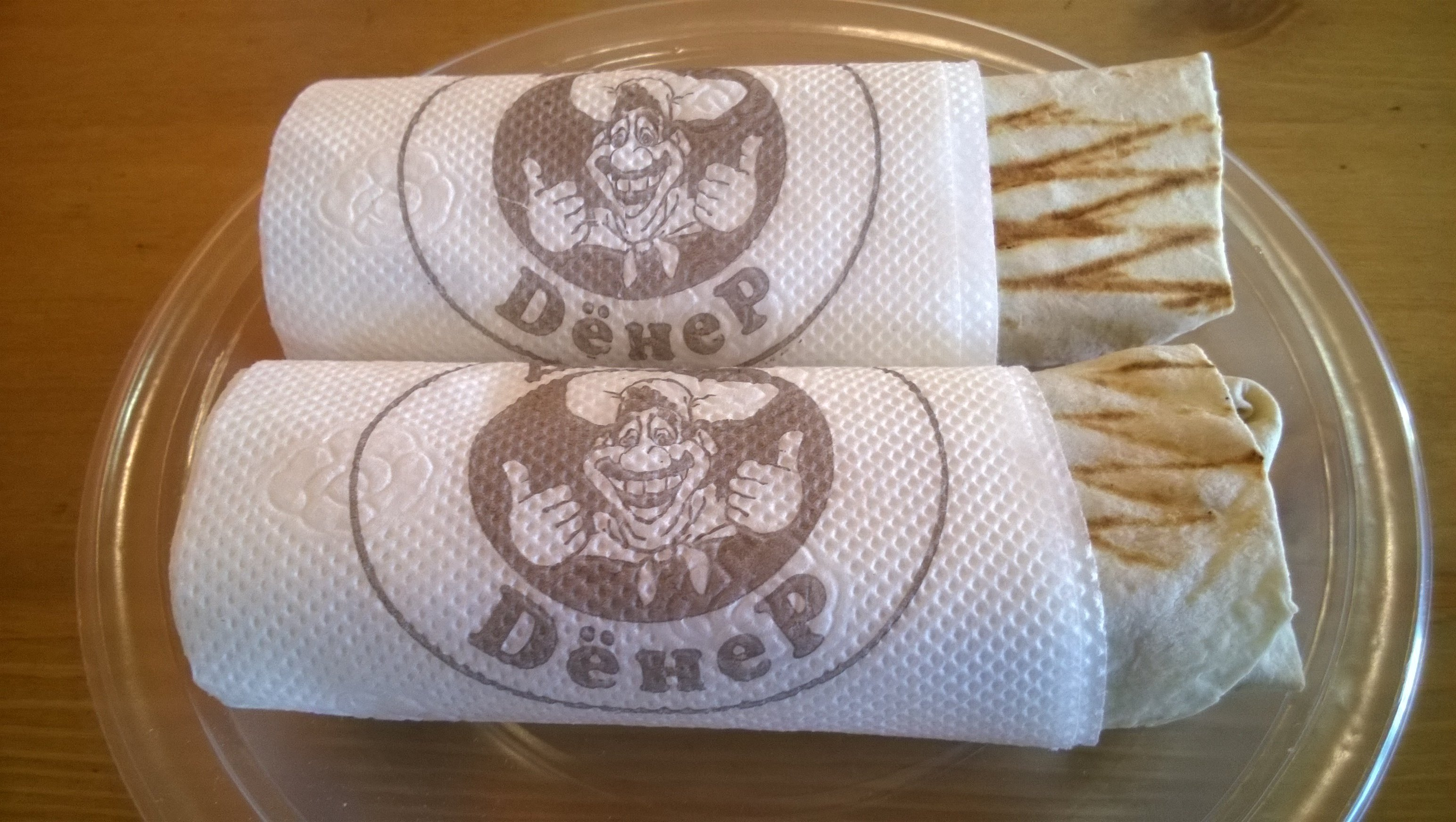
Twee dürüms met kip

Dürüm (een woord uit het Turks dat letterlijk "opgerold" betekent) wordt als benaming gebruikt voor het serveren van een maaltijd met deeg. Het is gemaakt van deeg dat op een speciale wijze bereid is op een bakplaat. Het kan gevuld worden met vlees of groenten of het kan apart naast de maaltijd gebruikt worden. In dat geval spreekt men vaak van "yufka". Dit is de oorspronkelijke vorm. De "dürüm" is qua vorm gelijk aan de zachte Mexicaanse tortilla maar is gemaakt van durumtarwe in plaats van maïsmeel.
Een dürüm met döner (dürüm-döner) is een populair gerecht in Turkije, maar ook in westerse landen waaronder Nederland, België en Duitsland.